# Laurie Denommée
Laurie Denommée (Saint-Eustache, 16 de agosto de 2000) es una deportista canadiense que compite en gimnasia artística. Ganó una medalla de bronce en el Campeonato Mundial de Gimnasia Artística de 2022, en la prueba por equipos.

## Palmarés internacional
| Campeonato Mundial | Campeonato Mundial      | Campeonato Mundial | Campeonato Mundial   |
| Año                | Lugar                   | Medalla            | Prueba               |
| ------------------ | ----------------------- | ------------------ | -------------------- |
| 2022               | Liverpool (Reino Unido) | Medalla de bronce  | Concurso por equipos |